# Davide Micillo
Davide Micillo (Vercelli, 17 aprile 1971) è un allenatore di calcio ed ex calciatore italiano, di ruolo portiere, attuale preparatore dei portieri del Trento.

## Carriera

### Giocatore

#### Club
Cresciuto calcisticamente nella Juventus, nella stagione 1991-1992 passa all'Ancona in Serie B, in qualità di secondo portiere, ottenendo la promozione in Serie A, con una sola presenza in campionato, il 31 maggio 1992 nello (0-0) interno contro il Cosenza. Nella stagione successiva viene confermato dalla società marchigiana, e il torneo di massima serie si rivela difficile per l'Ancona, che si classifica al penultimo posto ritornando in Serie B.
Il portiere totalizza otto presenze in campionato, subendo 14 reti. Il debutto in Serie A risale all'8 novembre 1992, nella vittoria in casa contro il Brescia per (5-1). Nella stagione 1993-1994 ha l'occasione di mettersi in mostra tra le file del Ravenna, in Serie B. A fine stagione i romagnoli retrocedono in Serie C1. Nel 1994-1995 approda al Genoa, secondo del trentasettenne Stefano Tacconi; quando questi rescinde il contratto durante la stagione, l'allora tecnico Giuseppe Marchioro promuove Micillo titolare.
Al termine della stagione colleziona 18 presenze in Serie A. Nel 1995 si registra il passaggio al Cesena, in Serie B, nel ruolo di titolare. La stagione successiva si presenta una nuova occasione in Serie A, questa volta all'Atalanta: partito titolare, perde il posto dopo poche giornate in favore di Davide Pinato. A fine stagione le presenze sono 11, con 21 reti subite. Successivamente viene ceduto in prestito alla Reggina per la stagione 1997-1998.
Nell'estate 1998 torna a Bergamo, dove è chiuso dai più esperti Alberto Fontana e Davide Pinato, a gennaio viene ceduto al Parma, ricoprendo il ruolo di terzo portiere, dietro a Gianluigi Buffon e Matteo Guardalben. Rimane a Parma fino al 2001, totalizzando una presenza in Serie A. Nelle stagioni successive si alterna tra campo e panchina tra le file di Cosenza, Brescia, Ascoli e Catanzaro.
Nel novembre 2005, non avendo trovato un ingaggio in Serie B, si accorda con il Novara, in Serie C1. Nella stagione 2007-2008 perde il ruolo di portiere titolare del Novara, venendogli preferito il più giovane Giacomo Brichetto, e da gennaio 2008 retrocede al ruolo di terzo portiere, complice l'acquisto dal Cesena dell'esperto Gianluca Berti.
Nel dicembre 2008, dopo alcuni mesi di inattività, firma un accordo con il Borgomanero, squadra militante in Serie D. A fine stagione la formazione piemontese retrocede in Eccellenza ed il portiere non rinnova l'accordo, ponendo così fine alla sua carriera.

#### Nazionale
Ha preso parte nel 1987 al Mondiale Under-17 in Canada.

### Preparatore dei portieri
Dal 2009 al 2013 è stato il preparatore dei portieri della formazione Primavera della Pro Vercelli.
Dal settembre 2013 al 2014 ricopre lo stesso ruolo nel Vigevano, squadra lombarda di Eccellenza.
Nella stagione 2014-2015 diventa il preparatore dei portieri della formazione Allievi Regionali della Juventus, attualmente denominata Under 16 a seguito della riforma dei campionati giovanili del 2018.
Nel 2022 diventa preparatore dei portieri del Seregno Calcio, società brianzola che milita in serie C.

## Palmarès

### Giocatore

#### Competizioni nazionali
- Coppa Italia: 2

Juventus: 1989-1990
Parma: 1998-1999
- Supercoppa italiana: 1

Parma: 1999

### Competizioni internazionali
- Coppa UEFA: 2

Juventus: 1989-1990
Parma: 1998-1999